# Вовк Сергій Миколайович
Вовк Сергій Миколайович (народився 14 жовтня 1970 року у м. Нововолинськ).    2002-2023 р. – художній керівник та головний диригент Академічного ансамблю пісні і танцю «Сіверські клейноди» Чернігівського обласного філармонійного центру фестивалів та концертних програм, Заслужений діяч мистецтв України.
Закінчивши середню та музичну школи в 1985 році, вступив до Луцького державного музичного училища за спеціальністю «Народні інструменти» (баян).
В червні 1989 році закінчив Луцьке державне музичне училище та отримав кваліфікацію — викладач (баян), керівник самодіяльних оркестрів народних інструментів.
З 1989 р. по 1995 р. працював в Нововильнській музичній школі на посаді викладача.
З 1995—2000 рр. навчався в Київському національному університеті культури і мистецтв за спеціальністю «Музичне мистецтво».
У 2000 році запрошений на роботу в Чернігівську філармонію на посаду художнього керівника та головного диригента Чернігівського народного хору.
А з 2002 року за ініціативою Вовка С. М. та адміністрації створено Ансамбль пісні і танцю «Сіверські клейноди» під його керівництвом. Очолив колектив Вовк С. М. на посаді художнього керівника та головного диригента.
У 2008 році колектив отримав звання «Академічний»
У 2009 році Вовку С. М. було надано почесне звання «Заслужений діяч мистецтв України»